# Dorothy McGuire
Dorothy Hackett McGuire (ur. 14 czerwca 1916 w Omaha, zm. 13 września 2001 w Santa Monica) – amerykańska aktorka, nominowana do Oscara za rolę w filmie Dżentelmeńska umowa.

## Filmografia
| Rok  | Tytuł                          | Rola                        |
| ---- | ------------------------------ | --------------------------- |
| 1943 | Claudia                        | Claudia Naughton            |
| 1944 | Reward Unlimited               | Peggy                       |
| 1945 | The Enchanted Cottage          | Laura Pennington            |
| 1945 | Drzewko na Brooklynie          | Katie Nolan                 |
| 1945 | Kręte schody                   | Helen Capel                 |
| 1946 | Claudia and David              | Claudia Naughton            |
| 1946 | Till the End of Time           | Pat Ruscomb                 |
| 1947 | Dżentelmeńska umowa            | Kathy Lacy                  |
| 1950 | Mother Didn't Tell Me          | Jane Morgan                 |
| 1950 | Mister 880                     | Ann Winslow                 |
| 1951 | Callaway Went Thataway         | Deborah Patterson           |
| 1951 | I Want You                     | Nancy Greer                 |
| 1952 | Invitation                     | Ellen Bowker Pierce         |
| 1954 | Make Haste to Live             | Crystal Benson              |
| 1954 | Trzy monety w fontannie        | Miss Frances                |
| 1955 | Trial                          | Abbe Nyle                   |
| 1956 | Przyjacielska perswazja        | Eliza Birdwell              |
| 1957 | Żółte Psisko                   | Katie Coates                |
| 1959 | The Remarkable Mr. Pennypacker | Mrs. Emily „Ma” Pennypacker |
| 1959 | Ta ziemia jest moja            | Martha Fairon               |
| 1959 | A Summer Place                 | Sylvia Hunter               |
| 1960 | Ciemność na szczycie schodów   | Cora Flood                  |
| 1960 | Szwajcarska rodzina Robinsonów | Matka Robinson              |
| 1961 | Susan Slade                    | Leah Slade                  |
| 1963 | Summer Magic                   | Margaret Carey              |
| 1965 | Opowieść wszech czasów         | Dziewica Maryja             |
| 1971 | Flight of the Doves            | Babcia O’Flaherty           |
| 1973 | Jonathan Livingston Seagull    | głos matki (głos)           |
| 1976 | Pogoda dla bogaczy             | Mary Jordache               |
| 1987 | Letnia gorączka                | Narrator (głos)             |